# Тоётама-химэ
Тоётама-химэ (яп. 豊玉姫 — «дева обильных жемчужин» или «дева обильного божественного духа»), более известна как Отохимэ (яп. 乙姫) — богиня в японской мифологии, прекрасная дочь бога моря Ватацуми-но ками. Является одним из персонажей в Кодзики и Нихон сёки.

## Изложение мифа
Тоётама-химэ вышла замуж за охотника Хоори, и перед родами отправилась из моря на сушу, где родила сына Угаяфукиаэдзу но Микото, к которому возводит свой род Дзимму, первый император Японии. Её муж, Хоори, подсмотрел за родами жены, тем самым нарушив запрет, а вместо супруги увидел чудовище (в разных версиях истории это или кашалот или крокодил). После рождения ребёнка Тоётама-химэ была вынуждена навечно уйти в морскую пучину.

## Интерпретации
В мифе о Тоётама-химэ отразился запрет брачных отношений между членами общинного коллектива, имеющих общий тотем. Таким тотемом в мифе о Тоётама-химэ является крокодил или кашалот. Данное табу существовало как в эпоху первобытнообщинного строя, так и в более поздние времена.